# Кузнецов, Борис Михайлович
Борис Михайлович Кузнецов  (род. 11
 апреля 1948 года) — советский легкоатлет, специализирующийся в беге на средние дистанции. Участник летних Олимпийских игр 1976 года. Бронзовый призёр чемпионата Европы в помещении 1975 года. Трёхкратный чемпион СССР в помещении (1974, 1975). Мастер спорта СССР международного класса (1976).

## Биография
Родился 11 апреля 1948 года. Окончил Уральский политехнический институт.
Тренировался под руководством заслуженного тренера СССР Бориса Яковлевича Новожилова в спортивном клубе «Калининец» Свердловского областного совета ДСО «Зенит».
Его результат в беге на 3000 метров в помещении (7:50,2), показанный в 1975 году в Свердловске, в течение года был мировым рекордом, и до 1998 года был рекордом страны.
Кузнецов участвовал в летних Олимпийских играх 1976 года в Монреале, где в финале бега на 5000 метров сошёл с дистанции из-за падения.

## Основные результаты

### Международные
| Год  | Соревнования                 | Место проведения    | Дистанция | Место | Результат |
| ---- | ---------------------------- | ------------------- | --------- | ----- | --------- |
| 1975 | Чемпионат Европы в помещении | Катовице, Польша    | 3000 м    | 3     | 8:01,2    |
| 1976 | Олимпийские игры             | Монреаль, Канада    | 5000 м    | 14    | DNF       |
| 1978 | Чемпионат Европы             | Прага, Чехословакия | 5000 м    | 9     | 13:36,5   |

### Национальные
| Год  | Соревнования               | Место проведения | Дистанция | Место | Результат |
| ---- | -------------------------- | ---------------- | --------- | ----- | --------- |
| 1973 | Чемпионат СССР в помещении | Москва           | 1500 м    | 3     | 3:45,7    |
| 1973 | Чемпионат СССР             | Москва           | 1500 м    | 3     | 3:42,2    |
| 1974 | Чемпионат СССР в помещении | Москва           | 3000 м    | 1     | 7:58,6    |
| 1974 | Чемпионат СССР             | Москва           | 5000 м    | 3     | 13:42,8   |
| 1975 | Чемпионат СССР в помещении | Москва           | 3000 м    | 1     | 8:03,0    |
| 1975 | Чемпионат СССР в помещении | Москва           | 5000 м    | 1     | 13:50,2   |
| 1976 | Чемпионат СССР             | Москва           | 5000 м    | 2     | 13:38,0   |